# Hydriastele valida
Hydriastele valida är en enhjärtbladig växtart som först beskrevs av Frederick Burt Essig, och fick sitt nu gällande namn av William John Baker och Adrian H.B. Loo. Hydriastele valida ingår i släktet Hydriastele och familjen Arecaceae.
Artens utbredningsområde är Papua Nya Guinea. Inga underarter finns listade i Catalogue of Life.